# Zecharja
Zecharja (hebr. זכריה; oficjalna pisownia w ang. Zekharia) – moszaw położony w Samorządzie Regionu Matte Jehuda, w Dystrykcie Jerozolimy, w Izraelu.

## Położenie
Leży w górach Judei.

## Historia
Pierwotnie w miejscu tym znajdowała się arabska wioska az-Zakarija. Podczas I wojny izraelsko-arabskiej w drugiej połowie maja 1948 wioskę zajęły egipskie oddziały. Była ona broniona przez arabskich ochotników z Bractwa Muzułmańskiego i siły Arabskiej Armii Wyzwoleńczej. Podczas operacji Ha-Har w nocy z 22 na 23 października 1948 wioskę zajęli Izraelczycy. Wioska była opuszczona przez mieszkańców, którzy uciekli na okoliczne wzgórza. W grudniu do wioski ponownie wkroczyli izraelscy żołnierze i wysiedlili około 50 Palestyńczyków. Mieszkańcy jednak powrócili do swoich domów. W dniu 19 marca 1950 dowództwo izraelskie zatwierdziło operację wysiedlenia Zakariji. Została ona przeprowadzona 9 czerwca 1950. Mieszkańcy zostali wysiedleni, a część domów wyburzono.
Współczesny moszaw został założony w 1950 przez imigrantów z Kurdystanu.

## Turystyka
Ok. 1 km na południe od moszawu znajduje się Tel Azeka pozostałości po biblijnym mieście Azeka.

## Gospodarka
Gospodarka moszawu opiera się na rolnictwiem i sadownictwie.

## Komunikacja
Przy moszawie przebiega droga ekspresowa nr 38 (Sza’ar ha-Gaj–Bet Guwrin).